# Nuoto sincronizzato ai campionati mondiali di nuoto 2013
Le gare di nuoto sincronizzato ai campionati mondiali di nuoto 2013 si sono svolte dal 20 al 27 luglio 2013. Gli eventi sono stati disputati al Palau Sant Jordi di Barcellona.

## Calendario
| Data           | Ora   | Evento                       |
| -------------- | ----- | ---------------------------- |
| 20 luglio 2013 | 09:00 | Preliminari singolo tecnico  |
| 20 luglio 2013 | 14:00 | Preliminari squadre tecnico  |
| 20 luglio 2013 | 19:00 | Finale singolo tecnico       |
| 21 luglio 2013 | 09:00 | Preliminari duo tecnico      |
| 21 luglio 2013 | 14:00 | Preliminari combinato libero |
| 21 luglio 2013 | 19:00 | Finale duo tecnico           |
| 22 luglio 2013 | 09:00 | Preliminari singolo libero   |
| 22 luglio 2013 | 19:00 | Finale squadre tecnico       |
| 23 luglio 2013 | 09:00 | Preliminari duo libero       |
| 23 luglio 2013 | 19:00 | Preliminari squadre libero   |
| 24 luglio 2013 | 19:00 | Finale singolo libero        |
| 25 luglio 2013 | 19:00 | Finale duo libero            |
| 26 luglio 2013 | 19:00 | Finale squadre libero        |
| 27 luglio 2013 | 19:00 | Finale combinato libero      |

## Podi
| Evento                                | Oro | Punti  | Argento | Punti  | Bronzo | Punti  |
| Singolo                               | |        | |        | |        |
| Programma libero (Dettagli)           | Svetlana Romašina | 97,430 | Huang Xuechen | 95,720 | Ona Carbonell | 94,290 |
| Programma tecnico (Dettagli)          | Svetlana Romašina | 96,800 | Huang Xuechen | 95,500 | Ona Carbonell | 94,400 |
| Duo                                   | |        | |        | |        |
| Programma libero (Dettagli)           | Russia Svetlana Kolesničenko Svetlana Romašina | 97,680 | Cina Jiang Tingting Jiang Wenwen | 95,350 | Spagna Ona Carbonell Margalida Crespí | 94,990 |
| Programma tecnico (Dettagli)          | Russia Svetlana Kolesničenko Svetlana Romašina | 97,300 | Cina Jiang Tingting Jiang Wenwen | 94,900 | Spagna Ona Carbonell Margalida Crespí | 93,800 |
| Squadre                               | |        | |        | |        |
| Programma libero combinato (Dettagli) | Russia Vlada Čigirëva Michaėla Kalanča Dar'ja Korobova Anisja Ol'chova Aleksandra Packevič Elena Prokof'eva Alla Šiškina Marija Šuročkina Anželika Timanina Aleksandra Zueva Svetlana Kolesničenko* | 97,060 | Spagna Clara Basiana Alba María Cabello Ona Carbonell Margalida Crespí Thaïs Henríquez Paula Klamburg Sara Levy Meritxell Mas Laia Pons Cristina Salvador Clara Camacho* Irene Montrucchio* | 94,620 | Ucraina Lolita Ananasova Maryna Holjadkyna Olena Hrečychina Hanna Klymenko Kateryna Reznik Oleksandra Sabada Kateryna Sadurska Anastasija Savčuk Anna Vološyna Ol'ha Zolotarëva Vira Holubova* Dana-Marija Klymenko* | 93,350 |
| Programma libero (Dettagli)           | Russia Vlada Čigirëva Svetlana Kolesničenko Dar'ja Korobova Aleksandra Packevič Elena Prokof'eva Alla Šiškina Marija Šuročkina Anželika Timanina Anisja Ol'chova* Aleksandra Zueva*                 | 97,400 | Spagna Clara Basiana Alba María Cabello Ona Carbonell Margalida Crespí Thaïs Henríquez Paula Klamburg Sara Levy Meritxell Mas Laia Pons* Cristina Salvador*                                 | 94,230 | Ucraina Lolita Ananasova Olena Hrečychina Hanna Klymenko Oleksandra Sabada Kateryna Sadurska Anastasija Savčuk Anna Vološyna Ol'ha Zolotarëva Kateryna Reznik* Maryna Holjadkyna*                                    | 93,640 |
| Programma tecnico (Dettagli)          | Russia Vlada Čigirëva Dar'ja Korobova Aleksandra Packevič Elena Prokof'eva Alla Šiškina Marija Šuročkina Anželika Timanina Aleksandra Zueva Michaėla Kalanča* Anisja Ol'chova*                      | 96,600 | Spagna Clara Basiana Alba María Cabello Ona Carbonell Margalida Crespí Thaïs Henríquez Paula Klamburg Meritxell Mas Cristina Salvador Clara Camacho* Sara Levy*                             | 94,400 | Ucraina Lolita Ananasova Olena Hrečychina Hanna Klymenko Kateryna Reznik Oleksandra Sabada Kateryna Sadurska Anastasija Savčuk Anna Vološyna Maryna Holjadkyna* Ol'ha Zolotarëva*                                    | 93,300 |

* Riserva

## Medagliere
| Pos.   | Paese   | Oro | Argento | Bronzo | Totale |
| ------ | ------- | --- | ------- | ------ | ------ |
| 1      | Russia  | 7   | 0       | 0      | 7      |
| 2      | Cina    | 0   | 4       | 0      | 4      |
| 3      | Spagna  | 0   | 3       | 4      | 7      |
| 4      | Ucraina | 0   | 0       | 3      | 3      |
| Totale | Totale  | 7   | 7       | 7      | 21     |